# Kuchary (gmina)
Kuchary – dawna gmina wiejska istniejąca w XIX wieku w guberni płockiej. Siedzibą władz gminy były Kuchary.
Za Królestwa Polskiego gmina Kuchary należała do powiatu płońskiego w guberni płockiej.
W skład gminy chodziły wioski: Bolęcin, Budy-Przepitki, Wesołówka, Wycinki, Drożdżyn, Idzikowice, Kadłubówka, Kalęczyn, Kołoząb, Kuchary, Kownaty, Lisewo, Michowo, Niewikla, Pruszkowo, Przepitki, Rachalinek, Salomonka, Ślepowrony, Strachowo, Strubiny, Strubiny-Kroplin, Teodorowo, Szpondowo, Janin.